# Gradaščica
Gradáščica je reka v osrednji Sloveniji, levi pritok Ljubljanice. Nastane na sotočju Male vode, ki priteka iz hribovitega sveta zahodno od Šentjošta nad Horjulom in Velike Božne iz podobnega hribovja na območju naselja Rovt. Od Polhovega Gradca naprej teče reka po mestoma nekoliko razširjeni dolini proti vzhodu, pri Bokalcah vstopi v ravnino Ljubljanskega barja in se v Ljubljani v dveh različih strugah izliva v  Ljubljanico.
Večja desna pritoka sta Prosca in Šujica, edini malo večji levi pritok je Glinščica.

## Opis reke
Gradaščica je glavni vodotok v Polhograjskem hribovju in teče od širokega razvodnega hrbta proti porečju Poljanske Sore na zahodu v glavnem v vzhodni smeri proti tektonski udorini Ljubljanskega barja. Njeni povirni potoki so v hribovje, ki je v tem delu zgrajeno iz spodnje- in srednjetriasnih dolomitov ter lapornatih apnencev, vrezali kratke, a globoke grape z zelo strmimi, večinoma gozdnatimi pobočji. Mala voda teče po teh kamninah do iznad Briš, kjer vstopi v nekoliko širšo dolino, se obrne proti severu in  malo pod Polhovim Gradcem združi z Veliko Božno v Gradaščico. Po naselju je dobila tudi ime. Severni povirni krak (Velika Božna) se začne z ok. 5 km dolgo grapo Potrebuježev graben, pri zaselku Zalog se dolina za kratek čas razširi, ker je zgrajena v manj odpornih permokarbonskih skrilavih glinavcih. Tu se z desne strani izpod Butajnove pridruži še daljša in podobno globoka grapa Jernejčkov graben, nato pa potok zavije proti severu v ozko dolino, vrezano v srednjetriasne dolomite, ki v polkrogu obide markantno vzpetino Polhograjska gora nad Polhovim Gradcem. V tem delu dobi iz strmih grap na severni strani pritoke Mala Božna, Kuzlovec in Mačkov graben, nato pa se dolina ponovno rahlo razširi. Na izraziti terasi na desnem bregu stoji Polhograjska graščina s parkom, nato pa Velika Božna vstopi v kratko zožitev, teče skozi Polhov Gradec in se malo niže združi z Malo vodo v Gradaščico.
Od Polhovega Gradca navzdol teče Gradaščica skoraj ves čas po razmeroma široki dolini proti vzhodu. Dolina je širša, ker je večinoma izdelana v neodpornih permokarbonskih skrilavih glinavcih, in ima do 100 m široko dolinsko dno, ki pa je v celoti izpostavljeno hudourniškim poplavam. Tik severno od doline poteka izrazita, v pokrajini lepo vidna kamninska meja med omenjenimi neprepustnimi kamninami v podlagi in nanje narinjenimi srednjetriasnimi dolomiti, v katerih je površje veliko strmejše in skoraj v celoti pod gozdom. V Dolenji vasi dobi z desne pritok Prosca, pod Dvorom pa se tudi Gradaščica zaje v te odpornejše kamnine, v katerih je dolina veliko ožja in ima izrazito strmejša pobočja. Dolina je od glavnine dolomitnih kamnin odrezala tri manjše zaplate, v katerih sta zdaj izrazitejši vzpetini Tabor (554 m) nad Babno Goro in nižja Oprtica (414 m) s cerkvijo svetega Jurija nad Hruševim.
Pod Hruševim se dolinsko dno razširi na skoraj kilometer in Gradaščica teče po ravnini mimo Šujice in Dobrove, kjer se v glavno dolino steka dolina ob desnem pritoku Šujici, vendar pa potok teče več kot dva kilometre daleč vzporedno z Gradaščico in se ji pridruži šele pod gradom Bokalce na zahodnem obrobju Ljubljane.
Od sotočja naprej teče reka pod zahodno ljubljansko obvoznico, nekoliko niže pa se pri bokalškem jezu razdeli v dva dela: nekdanja vijugasta, danes v celoti regulirana struga Gradaščice (Mestna Gradaščica), kmalu vstopi na območje mesta Ljubljana, teče naprej skozi Vrhovce in Vič, kjer dobi z leve prav tako reguliran pritok Glinščico, ter se med Trnovim in Krakovim izliva v Ljubljanico. Večji del vode Gradaščice je danes speljan v Mali graben, ki od bokalškega jezu poteka proti jugovzhodu, pri Dolgem mostu prečka železniško progo in južno obvoznico, nato pa teče skozi Mestni log mimo Murgel na levem bregu in Rakove Jelše na desnem ter se na južnem robu Trnovega izlije v Ljubljanico.

## Hidronim in etimologija
Jezikoslovec France Bezlaj je menil, da ime reke izhaja iz besede grad,  po mnenju jezikoslovca Marka Snoja pa  bi se naj reka prvotno imenovala Gradaška voda, po združitvi dveh skoraj enako velikih potokov pod Polhovim Gradcem, po katerem naj bi tudi dobila ime. Pridevnik naj nekoč ne bi bil (polho)grajski, temveč gradaški. V srednjeveških virih jo dosledno imenujejo Mala Ljubljanica: circa decursum minoris fluminis dicti Laybach (1271), flumen minus dictum Laybach (1277), bey der chlain Laibach (1397), Klain Laibach (1462, 1490), mull an der Klain Laibach gelegen (1496). Sedanje ime reke se v zgodovinskih virih prvič pojavi leta 1589 kot Pach Gradaschitza.

## Hidrogeografija
Gradaščica ima dinarski dežno-snežni režim s prvim viškom jeseni (november, december) in drugim viškom spomladi (marec, april). Prvi višek je posledica obilnejših jesenskih padavin in manjšega izhlapevanja zaradi nižjih temperatur, drugi pa spomladanskega taljenja snega in padavin. Izrazit je poletni nižek, medtem ko so zimski pretoki v povprečju večji kot poletni zaradi dežnih padavin v nižjih nadmorskih višinah. Poleti je v Mestni Gradaščici občasno zelo malo vode, ki se zaradi umetnega korita precej segreje in je zaradi pretirane rasti alg izrazito neprivlačna.
Še bolj 'neprivlačna' je Gradaščica zaradi izrazito hudourniškega značaja, s katerim so povezane razmeroma pogoste hudourniške poplave, ki zlasti v spodnjem toku povzročajo velike težave. Prijazna reka se lahko v nekaj urah spremeni v divji hudournik, ki s sabo odnaša vse, kar ji stoji na poti, tudi človeška življenja. V obdobju 1981–2010 je bila razlika med najmanjšim (0,14 m3/s; 31. oktobra 1985) in največjim pretokom (65,4 m3/s; 18. septembra 2010) kar 465-kratna.
Glavni razlog za veliko poplavno ogroženost zaradi Gradaščice je razširitev Ljubljane na njeno poplavno ravnico dolvodno od bokalškega jezu, ki jo je v celoti zasedlo mesto in ni nikjer prostora za poplavne vode. V zgornjem in srednjem toku nevarnost poplav ni tolikšna, saj so naselja odmaknjena na višji svet na obrobju doline in skoraj v celoti izven dosega poplav Gradaščice; v tem delu je največ škode na kmetijskih zemljiščih. Niso pa nič manj nevarni hudourniki, ki ob močnih padavinah z veliko hitrostjo pridrvijo po strmih grapah v glavno dolino in lahko naredijo pravo razdejanje. V celotnem porečju Gradaščice je ok. 1300 ha poplavnih površin, od tega se je na več kot 500 ha površin ob spodnjem toku razširilo mesto in ta del glavnega mesta je bil v zadnjih desetletjih najmanj štirikrat poplavljen (1924, 1926, 2010 in 2014).
Ob Gradaščici imamo sklenjeno poplavno območje vse od sotočja obeh povirnih vodotokov pod Polhovim Gradcem do Ljubljane, kjer se izteče v še obsežnejše poplavno območje Ljubljanskega barja. Med Dvorom in Hruševim, kjer je dolinsko dno ožje, ga v celoti poplavijo že običajne, skoraj vsakoletne poplave, ki se jim je človek v dobršni meri prilagodil. Takšne poplave so tudi ob spodnjem toku dolvodno od Šujice do začetka mesta omejene na najnižje dele na obeh bregovih, hujši problem predstavljajo tu večje poplave, ki se na široko razlijejo po celotni ravnici. Že ob eni najhujših poplav v porečju Gradaščice (26. in 27. septembra 1926) je bilo tu vse poplavljeno, a odtlej se je Ljubljana ravno v tem delu zelo razširila.
V jugozahodnem delu današnje Ljubljane si je skoraj nemogoče predstavljati, kako bi zdaj izgledala poplava iz leta 1926, kot jo opisuje takratni časnik Jutro: »Včeraj dopoldne so pričeli naraščati hudourniki, ki so valili v dolino debla dreves in velikanske skale. Ljudje so z grozo opazovali, kako od ure do ure narašča Gradaščica in njeni mali pritočki. Kmalu potem, ko je odzvonilo poldne, je Gradaščica že narastla v pravcat veletok, ki je gnal mase vode v strašni brzini po svoji poti. Vode so trgale s seboj cele kose njiv in v trenutku so bile izpodjedene cele plasti travnikov. Ruševine, kamenje in debla so se ponekod zgostile v jezove in voda se je s tem večjo silo zaganjala čez polja. Pri Kozarjah okrog 15. ure popoldne ni bilo nikakega zastoja več in ni je bilo sile, ki bi vodo obdržala v strugi in ožji okolici. Kot bi trenil se je vlila voda v širini več kilometrov čez polja in travnike do hiš ... Voda je nekako do 17. ure še vedno naraščala. Pri Dolgem mostu, 4 km od Ljubljane, je Gradaščica planila celo čez železniški nasip, ki je visok nad 3 m.« 
Poplavi Gradaščice leta 2010 in 2014 sta bili manj siloviti, a je bilo neposredno prizadetih veliko več ljudi in tudi škoda je bila veliko večja. Po hidroloških izračunih je Gradaščica 18. in 19. septembra 2010 ter 22. oktobra 2014 dosegla 25–50-letni pretok, kar jasno opozarja na njen hudourniški značaj in nepredvidljivost, kar bi morali bolj upoštevati pri širjenju naselij v njeno poplavno ravnico.
Septembra 2010 je Gradaščica začela poplavljati že v noči s 17. na 18. september in najprej poplavila Vrhovce, dosegla Viško cesto in zalila dele Viča zahodno od železniškega nasipa. Zjutraj je poplavila območje Dolgega mostu in Tržaško cesto ter industrijsko cono Vič, nato pa še Cesto dveh cesarjev, deponijo Barje ter nazadnje še avtocestni izvoz Ljubljana Center. Samo v Mestni občini Ljubljana je bilo poplavljenih ok. 1100 objektov (stanovanjske hiše, poslovne zgradbe, infrastruktura), skupna škoda pa je bila v mestni občini ocenjena na 15,3 mil. evrov. 

## Kakovost vode
Gradaščica je v zgornjem in srednjem toku bistra in čista reka, tudi v spodnjem toku (Mali graben) je po uradnih podatkih ARSO v dobrem kemijskem in ekološkem stanju z vidika posebnih onesnaževal, kar pomeni, da v vodi ni težkih kovin, mineralnih olj in ostankov pesticidov, ne pomeni pa, da je voda popolnoma neobremenjena z odpadnimi snovmi.  Mestna Gradaščica je zaradi umetnega korita in majhnega pretoka zlasti poleti onesnažena in občasno celo zaudarja, v njej tudi ni skoraj nikakršnega življenja. Ob močnejših padavinah je njeno močno onesnaženje vidno tudi s prostim očesom, saj se vanjo na vsej poti izlivajo odvodni kanali za padavinsko vodo, ki priteka s cest in drugih umetnih površin ter je močno onesnažena.
Porečje Gradaščice je, z izjemo najspodnejšega dela, redko poseljeno, večja naselja pa imajo čistilne naprave (Polhov Gradec, Šujica, Dobrova, Vrzdenec, Horjul), jugozahodni deli Ljubljane ob reki pa so priključeni na centralno čistilno napravo Ljubljana.

## Ljudje in reka
Z vidika poseganja človeka v rečno strugo imamo na Gradaščici dva zelo različna odseka. Od sotočja obeh povirnih vodotokov pod Polhovim Gradcem do bokalškega jezu je rečna struga v bolj ali manj naravnem stanju, s prodnatim dnom in z drevjem ter grmovjem obraščenimi brežinami. Regulacijski posegi so omejeni na posamične kratke odseke, kjer je bilo treba upočasniti njeno erozijsko delovanje. Za razliko od tega dela je v spodnjem toku struga Gradaščice povsem spremenjena, saj so z obsežnimi regulacijami poskušali zmanjšati nevarnost poplav, vendar posegi niso bistveno zmanjšali nevarnosti. Uspešnejši so bili posegi v strmih hudourniških grapah v povirju, kjer so že pred prvo svetovno vojno začeli graditi protierozijske pregrade in sanirati erozijska žarišča, od koder je ob visokih vodah prihajala ogromna količina plavja. Še obsežnejša so bila tovrstna dela po katastrofalnih poplavah septembra 1926 (Žerovnikov graben, Mačkov graben, Petačev graben, Kuzlovec, Ilov graben), vendar je bilo njihovo vzdrževanje v desetletjih po drugi svetovni vojni, ko smo imeli daljše obdobje brez poplav, razmeroma skromno, pozornost se je tudi preusmerila na urejanje struge ob spodnjem toku.
Na mestu današnjega bokalškega jezu, ki je daleč največji vodogradbeni objekt na Gradaščici, je že v preteklosti stal lesen jez, ki pa ga je ob poplavah večkrat odneslo. Po poplavi leta 1924 so začeli s pripravami na gradnjo sedanjega jezu, ki so ga postavili v letih 1926–1927. Jez ima 47 m dolgo in 1,5 m visoko prelivno polje, na njegovi levi strani pa so zapornice, skozi katere odteka del vode v (Mestno) Gradaščico, del pa mimo prelivnega polja v Mali graben.
Gradaščica je bila v preteklosti pomemben vir energije in je poganjala številne mline, žage in druge naprave. V njenem celotnem porečju je v preteklosti deloval kar 101 obrat na vodni pogon, od tega 57 mlinov, 29 žag in 15 drugih obratov. Objekti so bili večinoma majhni in v lasti kmetij, pod gradom Bokalce je stal velik grajski mlin, večja je bila tudi Božnarjeva žaga v Polhovem Gradcu. Že na začetku 20. stoletja so nekateri lastniki namestili dinama, s katerimi so pridobivali električno energijo za lastne potrebe in bližnjo soseščino.
Spodnji tok Gradaščice je posebnost med našimi vodotoki, saj se pri bokalškem jezu Gradaščica razcepi na dva dela. Zelo verjetno je Gradaščica prvotno tekla približno v smeri današnje Mestne Gradaščice, saj npr. Valvasor Malega grabna sploh ne omenja. Možno je, da se je ob neki poplavi Gradaščica prestavila proti jugu in se združila s Šujico, ki je morda tekla po današnjem Malem grabnu po močvirnatem območju Mestnega loga. Še danes tečeta oba vodotoka vzporedno več kot dva kilometra daleč, od Razorov do Kozarij, saj Gradaščica s hudourniškim značajem in močnim nasipanjem odriva svoj desni pritok proti jugu. Da bi ohranili vodni tok v Mestni Gradaščici, so pod gradom Bokalce postavili jez, s katerim so v Mestno Gradaščico spuščali dovolj vode za pogon mlinov in drugih obratov. Še v začetku 20. stoletja je Mali graben izgledal povsem drugače kot danes: »Desni odcepek, 7 km dolgi Mali graben ali Stržen – Valvasor ga ne pozna – je v gornjem delu navadno suh, ker je pregrajen z jezom; voda stoji v njem šele južno od Tržaške ceste, kjer doseže gladino barske izdanje vode.« 
Razmere so se spet povsem spremenile po poplavah leta 1924 in 1926, ko so zgradili nov in večji bokalški jez. Odtlej večina vode Gradaščice odteka po Malem grabnu, le manjši del pri jezu spuščajo v Mestno Gradaščico. Ob pogledu na njeno današnjo ureditev med Krakovim in Trnovim si to danes težko predstavljamo, a ko je arhitekt Jože Plečnik med letoma 1928 in 1932 načrtoval ureditev Mestne Gradaščice, je bilo v njej veliko več vode: »Pred 2. svetovno vojno je bila Gradaščica še prava reka, po hudourniški preureditvi pa deluje bolj kot skromen potok.«  Danes je celotna struga Mestne Gradaščice, od bokalškega jezu do izliva v Ljubljanico, spremenjena v umetno korito z betonskim dnom in brežinami, ki so na mnogih mestih povsem zaraščene z japonskim dresnikom (Fallopia japonica), Plečnikova ureditev struge med Gradaško in Eipprovo ulico pa je močno zanemarjena.
Po poplavi leta 1926 so vijugasti tok Malega grabna skozi današnji Mestni log izravnali in poglobili in naj bi po takratnih načrtih zadoščal za odtok vse poplavne vode (zmogljivost 167 m3/s), ki pa je ne zmore prevajati in zato pogosto poplavlja. Da bi jugozahodne dele Ljubljane zavarovali pred poplavami Gradaščice, so pripravili načrte o gradnji več protipoplavnih zadrževalnikov v njenem srednjem toku in ob pritokih, med katerimi bi bil največji v ravnici pri Dobrovi. Vlada je dne 29. 8. 2013 sprejela Uredbo o državnem prostorskem načrtu za zagotavljanje poplavne varnosti jugozahodnega dela Ljubljane in naselij v občini Dobrova–Polhov Gradec , čeprav občina Dobrova-Polhov Gradec in prebivalci temu močno nasprotujejo. Na posvetovalnem referendumu 21. decembra 2008 v neposredno prizadetih naseljih (Dobrova, Gabrje, Hruševo, Podsmreka, Brezje) se je 98,4 % volilnih upravičencev izreklo proti predvideni gradnji zadrževalnikov (volilna udeležba 60,9 %). Tudi mnogi drugi ljudje menijo, da niti tako obsežni in finančno zahtevni posegi v lepo ohranjeno krajino ne zagotavljajo popolne varnosti Ljubljane pred 100-letnimi poplavami in kot sprejemljivejšo alternativo predlagajo blažje ukrepe, osredotočene na ohranjanje primarne funkcije obstoječih nepozidanih poplavnih ravnic, preprečevanje nadaljnjega širjenja Ljubljane na poplavna območja in gradnjo razbremenilnika proti neposeljenim delom Ljubljanskega barja.
Že pred desetletji so obstajali načrti o drugačni ureditvi Gradaščice in Malega grabna na območju Ljubljane, vendar so ostali samo na papirju in v sedanjih načrtih za zagotavljanje poplavne varnosti jugozahodnega dela Ljubljane sploh niso omenjeni. Bistvo teh, 
žal neuresničenih, načrtov je, da »... bi bila vodotoka lepša in bolj uporabna za občane.« V strokovnih podlagah za njuno ureditev iz 80. let dvajsetega stoletja je bilo mdr. predvideno, da »naj bi zaščitili najmanj 15-metrski pas ob obeh bregovih vodotokov – kjer je to zaradi dosedanjih posegov seveda mogoče.« Kako bi lahko bila Ljubljana ponosna, če bi »... ob Malem grabnu uredili sprehajalno, kolesarsko, jahalno pot, ki bi povezovala Bokalce z mestom – ali pa še dalj, s Fužinskim gradom ter ob Ljubljanici s sotočjem treh rek (Save, Kamniške Bistrice in Ljubljanice)!« 

## Varstvo narave
Celotna struga Gradaščice od Polhovega Gradca do izliva Malega grabna v Ljubljanico spada v varovano območje Natura 2000 (Ljubljanica–Gradaščica–Mali graben), ki pa je zlasti na območju mestne občine Ljubljana izpostavljeno močnim pritiskom zaradi pozidanih površin v neposredni bližini struge in načrtovanih protipoplavnih ukrepov. Do bokalškega jezu sta oba rečna bregova večinoma poraščena z drevesnim in grmovnim rastjem ter predstavljata pomemben habitat za ptice in druge živali, precej preoblikovan Mali graben ima še deloma z domačimi vrstami obraščene brežine, a jih ponekod močno izpodriva tujerodni japonski dresnik (Fallopia japonica). Kljub temu predstavlja pomemben koridor za živi svet v južnem delu Ljubljane, vse do izliva v Ljubljanico. V umetni strugi Mestne Gradaščice skoraj ni življenja, zlasti poleti se v njej razbohotijo alge, ponekod pa so brežine povsem zaraščene z  japonskim dresnikom (Fallopia japonica). Njen najspodnejši del, od trnovskega mostu do izliva v Ljubljanico, je že od leta 1986 zavarovan kot kulturni in zgodovinski spomenik (od 2009 državnega pomena), vendar je Plečnikova ureditev struge zanemarjena in delno preurejena z betonskimi brežinami.
Gradaščica spada med salmonidne vode, saj je razmeroma čista in ima še vedno dovolj raznovrstnih mikrohabitatov za različne vrste rib in nevretenčarjev. Avtohtone ribje vrste so  potočna postrv (Salmo trutta), lipan  (Thymallus thymallus), sulec (Hucho hucho) in klen (Leuciscus cephalus cephalus), prevladuje pa umetno vnešena šarenka (Oncorhynchus mykiss).
Do bokalškega jezu skrbi za ribji zarod Ribiška družina Dolomiti, Mali graben spada v revir Ribiške družine Barje.